# Realni broj
Skup realnih brojeva {\displaystyle \mathbb {R} } je unija skupa racionalnih brojeva {\displaystyle \mathbb {Q} } i skupa iracionalnih brojeva. 
Računske operacije na skupu {\displaystyle \mathbb {R} } su definirane kao i za ostale skupove {\displaystyle \mathbb {N} }, {\displaystyle \mathbb {Z} } i {\displaystyle \mathbb {Q} }, tj. za realne brojeve vrijede svojstva komutativnosti i asocijativnosti zbrajanja i množenja, te distributivnosti množenja prema zbrajanju.
- Skup {\displaystyle \mathbb {R} } je gust, odnosno između svaka dva različita realna broja postoji beskonačno realnih brojeva.
- Skup {\displaystyle \mathbb {R} } je neprebrojiv.
- Elementi skupa {\displaystyle \mathbb {R} } prekrivaju čitav brojevni pravac.

Skup realnih brojeva, zajedno s operacijama zbrajanja i množenja, primjer je polja.

## Osnovna svojstva zbrajanja i množenja realnih brojeva
Za polje realnih brojeva vrijedi::str. 17.
(R1) {\displaystyle a+b\in \mathbb {R} ,\forall a,b\in \mathbb {R} } (zatvorenost zbrajanja)
(R2) {\displaystyle (a+b)+c=a+(b+c),\forall a,b,c\in \mathbb {R} } (asocijativnost zbrajanja)
(R3) {\displaystyle a+0=a,\forall a\in \mathbb {R} } (neutralnost nule pri zbrajanju)
(R4) {\displaystyle (\forall a\in \mathbb {R} )(\exists -a\in \mathbb {R} )(a+(-a)=0)} (postojanje suprotnog broja)
(R5) {\displaystyle a+b=b+a,\forall a,b\in \mathbb {R} } (komutativnost zbrajanja)
(R6) {\displaystyle ab\in \mathbb {R} ,\forall a,b\in \mathbb {R} } (zatvorenost množenja)
(R7) {\displaystyle (ab)c=a(bc),\forall a,b,c\in \mathbb {R} } (asocijativnost množenja)
(R8) {\displaystyle a\cdot 1=a,\forall a\in \mathbb {R} } (neutralnost jedinice pri množenju)
(R9) {\displaystyle (\forall 0\neq a\in \mathbb {R} )(\exists a^{-1}\in \mathbb {R} )(aa^{-1}=1)} (postojanje inverznog broja)
(R10) {\displaystyle ab=ba,\forall a,b\in \mathbb {R} } (komutativnost množenja)
(R11) {\displaystyle a(b+c)=ab+ac,\forall a,b,c\in \mathbb {R} } (distributivnost množenja prema zbrajanju slijeva)
(R11)' {\displaystyle (a+b)c=ac+bc,\forall a,b,c\in \mathbb {R} } (distributivnost množenja prema zbrajanju zdesna)

## Uređaj na skupu realnih brojeva
Realni broj {\displaystyle a} manji je od realnog broja {\displaystyle b} ako postoji pozitivan realni broj {\displaystyle p} takav da je {\displaystyle a+p=b}.
Uređaj ima sljedeća svojstva::str. 61.
- tranzitivnost uređaja: {\displaystyle a<b\land b<c\implies a<c}
- odnos uređaja prema zbrajanju: {\displaystyle a<b\implies a+x<b+x,\forall x\in \mathbb {R} }
- odnos uređaja prema množenju: {\displaystyle a<b\implies ax<bx,\forall x>0} i {\displaystyle a<b\implies ax>bx,\forall x<0}

## Realni broj kao presjek niza padajućih segmenata
Za svaki realni broj {\displaystyle x} postoji padajući niz segmenata
{\displaystyle [a_{1},b_{1}]\supset [a_{2},b_{2}]\supset [a_{3},b_{3}]\supset \dots }
u čijem se presjeku nalazi samo realni broj {\displaystyle x}. Zanimljivo je da se {\displaystyle a_{k},b_{k}} mogu izabrati tako da budu racionalni brojevi.